# 온정리 화강암
온정리 화강암(溫井里 花崗巖, Onjeongri Granite)은 대한민국 울진군 온정면 외선미리와 선구리 일부 지역, 온정면 동남부와 후포면 서부 일대에 분포하는 한국의 화강암이다. 

## 암상
평해 지질도폭(1963)에 의하면 주로 각섬석 흑운모 화강암으로 구성되며 선미리층과 평해층군을 관입하고 경상 누층군에 의해 부정합으로 덮이는 선백악기 화강암이다. 화강암 내 우라늄 함량은 0.7~4.4 ppm, 토륨 함량은 4.9~15.6 ppm이다.

## 지질시대
신성천과 니시무라 스즈무(1993)는 온정리 화강암에서 85.5~44.3 Ma의 저어콘, 스핀, 인회석 피션트랙 연대와 87.1±2.1 Ma의 각섬석 K-Ar 연대를 보고하였다. 정창식 외(1998)는 온정리 화강암의 연령을 경상 누층군이 혼펠스화된 야외지질학적인 특징과 칼륨-아르곤 연대 측정 자료로 볼 때 중생대 백악기 말(87 Ma 내외)로 판단하였다.

## 광산과 지하자원

### 유금 금광상
유금광상은 영덕군 병곡면 금곡리 백악기 온정리 화강암 내에 배태된 열수 금광상으로 영해 화강섬록암 내에 발달한 북서 19~38° 주향의 단층대를 따라 관입한 함금 열수 석영맥으로 구성된다. 석영맥의 폭은 수 cm~2 m이며 지표 연장은 400 m이다. 금은 호박금의 형태로 산출되며 방연석 등 다른 황화물들과 수반된다. 품위는 금 0.05~251.6 g/t, 은 0.05~1445 g/t이다.

## 노두사진
영덕군 병곡면 금곡2리~울진군 후포면 금음4리 해안에는 온정리 화강암이 드러나 있다. 특히 바위위펜션(도로명주소: 영덕군 병곡면 지경1길 34)은 이름 그대로 화강암 바위 위에 있는데 이곳의 화강암에는 포유암(enclave)이 관찰된다.
영덕군의 온정리 화강암
- 울진군 후포면 삼율리 삼율저수지 부근 삼덕로 도로변
북위 36° 41′ 31.3″ 동경 129° 25′ 58.8″ / 북위 36.692028°  동경 129.433000°

영덕군의 온정리 화강암
- 북위 36° 38′ 33.5″ 동경 129° 25′ 21.5″ / 북위 36.642639°  동경 129.422639°

## 같이 보기
- 한국의 지질
  - 영덕군의 지질
  - 울진군의 지질
- 한국의 화강암